# Skulltag
Skulltag es una adaptación de fuente en multijugador para el videojuego Doom que está basado en la adaptación ZDoom. En muchos aspectos es más que solamente una extensión cliente/servidor de Doom, aumentando nuevos niveles, monstruos, armas, gráficos, sonidos, objetos, etc. Actualmente descontinuado por zandronum, que son el mismo equipo de desarrolladores, por el momento no se sabe bien por qué Skulltag fue descontinuado.

## Jugando Skulltag
Siendo una adaptación de fuente, Skulltag requiere información obtenida de un archivo IWAD, de una versión comprada de Doom o Doom II para hacerlo funcionar. Una alternativa para aquellos que no poseen Doom es FreeDoom, un proyecto dedicado a crear un IWAD original y libre. Sin embargo, los jugadores sólo pueden jugar contra otros usando el mismo IWAD, en la misma versión.

## Multijugador
Influenciado por Quake III Arena y Unreal Tournament, el multijugador de Skulltag incluye modos de juego, como Deathmatch, Instagib, Possesion, y Last Man Standing (Último hombre en pie). Hay también varios juegos de equipo, como Capturar la Bandera, One Flag Capture the Flag, Deathmatch de equipo, Last Man Standing en equipo, Instagib de equipo, Possesion y más. En el juego que lleva el nombre de la adaptación, Skulltag, los jugadores deben de capturar el cráneo y llevarlo al pilar del centro, donde ganan puntos. Es similar a Capturar la bandera, pero es más fluido, ya que el jugador no necesita tener en posesión ya un cráneo para poder anotar.
Además hace uso de los monstruos y niveles para un solo jugador de Doom adaptándolos en forma de nuevos modos de juego multijugador, como son Cooperative, Survival Cooperative, y el original Invasión, en el que los jugadores se enfrentan a oleadas de monstruos en cantidad creciente.

## Bots
Re-hecho en  la versión 0.96, Skulltag incluye jugadores Bot en Deathmatch, que pueden ser usados en servidores en línea o "Skirmishes" fuera de línea.
Sin embargo, no son buenos en otros modos de juego. Los Bots tienen personalidades y frases de conversación basadas en su situación actual (ganando, herido, muerto y más). Es posible editar las frases, que estos bots tienen, al modificar el documento de texto en la carpeta "Bots" de skulltag. Así mismo skulltag incluye bots secretos, los cuales tienen que ser desbloqueados usando un código en la consola. Entre estos bots están: Romero, Frad , Daisy , xxenemyxx y chexman.

## Nuevas Características

### Armas
Las armas añadidas a Skulltag son:
- BFG 10K — Basado en el arma de Quake III Arena que lleva el mismo nombre. Dispara una bala de fuego rápido y de impacto instantáneo.
- Lanzador de Granadas — Algo como el lanzador de granadas de las series Quake. Dispara granadas de impacto constante. Las granadas rebotan paredes, techos y en el mismo suelo, y detonan causando daño, las granadas matan al golpe (Si golpean a la víctima en vez de explotar)
- Minigun — (Ametralladora de mano) Un arma del tipo "esparce y reza" (spray and pray), sus cañones tardan unos instantes en acelerarse, pero al coger velocidad dispara el doble de rápido que la "chaingun" de Doom pero es menos precisa.
- Railgun — Casi idéntico al "Railgun" encontrado en las series Quake. Hace disparos de impacto instantáneo a una distancia infinita.

El grupo completo de armas de Doom también están disponibles. Todas las armas están puestas en mapas, invocadas por consola, o dadas a los jugadores al principio de una ronda de Last Man Standing. Las armas se seleccionan compartiendo la misma tecla con sus respectivos equivalentes de Doom (ej. Railgun y Plasmagun comparten tecla, y el lanzador de granadas junto con del lanzador de cohetes).

### Monstruos
Además de las armas, hay nuevos monstruos disponibles. Pueden ser colocados en cualquier tipo de mapa de Skulltag, o invocados. No aparecen en mapas incluidos en Skulltag (porque no tiene mapas de un jugador aún), pero varios PWADs los usan.
- Blood Demon — una versión que es el doble de fuerte que un demonio.
- Dark Imp — el doble de fuerte que un "Imp" (Diablillo) con fuego más rápido. Es de color negro con fuego púrpura.
- Super Shotgun Guy — Un zombi que maneja la "super shotgun" (Súper Escopeta). Es el único monstruo con imágenes originales, el resto de los oponentes son simplemente cambios en las paletas de los enemigos existentes del juego.
- Cacolantern — El doble de fuerte que un "Cacodemon" (Cacodemonio) con fuego más rápido.
- Abaddon — El triple de fuerte y rápido que el "Cacodemon" que lanza un rango de tres poderosas llamaradas.
- Hectebus — doble de fuerte que un "Mancubus" con un casi-continuo ataque disipador. Es negro con fuego color púrpura.
- Belphegor — Una variante del "Hell Knight" (Caballero del Infierno) y del "Baron of Hell" (Barón del Infierno), tiene tres veces más puntos de vida que el "Hell Knight" y el doble en rango de fuego. Rojo y negro.

### Potenciadores
Además de los potenciadores (o powerups) del Doom original, Skulltag posee algunos más adicionales para sus mapas. La duración de su efecto suele ser de unos 45 segundos.
- Turbosphere: Duplica la velocidad del jugador al desplazarse.

- Time Freeze Sphere: Tal vez el powerup más original. Este item, de hecho, congela el tiempo, paralizando por unos 10 segundos a todos los jugadores y monstruos excepto a aquel que lo haya tomado.

- Invisibility Sphere: Permite al jugador que la adquiera ser casi por completo invisible.

- Doomsphere: Cuadruplica la cantidad de daño que infringido por el jugador. Mientras el efecto esté activo el personaje se torna de color rojizo.

- Guardsphere: Reduce los 3/4 del daño que reciba el jugador. Mientras el efecto esté activo el personaje se torna de color verdoso.

- Random Powerup: Aleatoriamente le da al jugador las propiedades de cualquier otro powerup al azar.

### Runas
Las runas son otra adición en algunos mapas de Skulltag. Son ítems que al cogerlos dotan de poderes adicionales a su poseedor hasta que este muera. Entre las opciones de juego puede configurarse que los jugadores suelten las runas al morir para que el jugador que los mató pueda cogerlas.
No obstante, no puede poseerse más de una runa al mismo tiempo.
- Strength: Dobla la cantidad de daño que infringes

- Rage: Dobla la velocidad de ataque.

- Drain: Obtienes la mitad de los puntos de vida que restes a tus enemigos al atacarlos.

- Spread: Actúa dividiendo tus disparos en tres. Cada vez que lanzas un tiro, el proyectil se dispara en 3 ángulos diferentes. Inspirado en la Spread gun de Contra.

- Resistance: Reduce el daño que recibes a la mitad

- Regeneration: Siempre que estés herido te devuelve lentamente los puntos de vida hasta que alcances el máximo base de salud.

- Prosperity: Eleva el máximo de salud que puedes alcanzar tomando ítems curativos, pudiendo llegar al 200%

- Reflection: Si eres atacado, la mitad del daño que se te infrinja será también restado a tu agresor.

- High Jump: Duplica la distancia de tu salto.

- Haste: Incrementa tu velocidad de desplazamiento.